# Inna Deriglazovová
Inna Vasiljevna Deriglazovová (rusky И́нна Васи́льевна Деригла́зова; * 10. března 1990 Kurčatov, Sovětský svaz) je ruská sportovní šermířka, která se specializuje na šerm fleretem.
Rusko reprezentuje od druhého desetiletí jednadvacátého století. Na olympijských hrách startovala v roce 2012 v soutěži jednotlivkyň a družstev a 2016 v soutěži jednotlivkyň. V soutěži jednotlivkyň získala na olympijských hrách 2016 zlatou olympijskou medaili. V roce 2015 získala titul mistryně světa a v roce 2012 titul mistryně Evropy v soutěži jednotlivkyň. S ruským družstvem fleretistek vybojovala na olympijských hrách 2012 stříbrnou olympijskou medaili. V roce 2011 a 2016 vybojovala s družstvem titul mistryň světa a v roce 2016 vybojovala s družstvem titul mistryň Evropy.